# Mutlah (schip, 1907)
De SS Mutlah was een stoomschip dat rond 1906 werd gebouwd voor Nourse Line door Charles Connell & Company uit Glasgow.
Het schip woog 3.393 ton en had een stoommachine met een vermogen van 425 pk. Het werd aangedreven met een enkele schroef.

## Migranten
Net als andere Nourse Line-schepen werd het voornamelijk gebruikt voor het vervoer van Indiase contractarbeiders naar de koloniën. Details van enkele van deze reizen zijn als volgt:
| Bestemming | Datum van aankomst | Aantal passagiers | Sterfgevallen tijdens de reis |
| ---------- | ------------------ | ----------------- | ----------------------------- |
| Trinidad   | 4 september 1907   | 844               | 11                            |
| Trinidad   | 4 september 1908   | 415               | 7                             |
| Suriname   | 2 mei 1909         | 834               | n.b.                          |
| Trinidad   | 29 augustus 1909   | 832               | 8                             |
| Trinidad   | 7 oktober 1910     | 770               | 13                            |
| Trinidad   | 25 januari 1911    | 842               | 9                             |
| Fiji       | 22 mei 1911        | 834               | n.b.                          |
| Fiji       | 18 augustus 1911   | 863               | n.b.                          |
| Trinidad   | 28 december 1911   | 705               | 2                             |
| Suriname   | 14 mei 1912        | 842               | 9                             |
| Trinidad   | 14 oktober 1912    | 445               | 1                             |
| Trinidad   | 5 februari 1913    | 317               | 2                             |
| Suriname   | 23 juni 1913       | n.b.              | n.b.                          |
| Trinidad   | 26 november 1913   | 209               | 0                             |
| Trinidad   | 20 januari 1914    | 279               | 0                             |
| Fiji       | 7 mei 1915         | 852               | n.b.                          |
| Fiji       | 1 augustus 1915    | 812               | n.b.                          |

## Tegenspoed
In Napels vloog Mutlah in brand en het schip zonk op 24 maart 1920. Het werd gelicht en gerepareerd, en vervolgens weer in gebruik genomen.
In 1921 werd het schip gekocht door Soc di Nav Latina in Napels. In 1923 werd het gekocht door Occidens Soc. Anon di Nav uit Genua.
Op 29 december 1923 bevond het zich in de Middellandse Zee ten west-zuidwesten van Sardinië op een reis van Cagliari op Sardinië naar Antwerpen. Aan boord bevond zich een lading graan toen het een noodsignaal stuurde. Het schip verdween spoorloos. Verondersteld wordt dat het schip inclusief de bemanning is gezonken.